# Кавеньяк, Луи Эжен
Луи́ Эже́н Кавенья́к (фр. Louis Eugène Cavaignac; 15 октября 1802, Париж, Франция — 28 октября 1857, Урн) — французский генерал и государственный деятель; главный организатор расправы над парижскими рабочими во время подавления Июньского восстания в ходе Февральской революции 1848 года; брат Годфруа Кавеньяка; отец известного политического деятеля Эжена Кавеньяка.

## Биография
Родился в семье Жана Батиста Кавеньяка, видного деятеля эпохи Великой Французской революции и члена Конвента. Получив образование в Парижской политехнической школе и в мецской École d’application, в 1824 году поступил на службу военным инженером. В звании второго капитана со 2-м инженерным полком участвовал в Морейской экспедиции 1828—1829 годов в Греции.
Верный республиканским традициям своей семьи, он сочувствовал Июльской революции и не скрывал своего неудовольствия тем, что она не привела к установлению республики. Примкнув к обществу «Association nationale», он заявил, что не стал бы драться против республиканцев. В наказание за это он был удалён с действительной службы, а затем отправлен в Алжир, где скоро выдвинулся как военными, так и административными способностями. Особенной славой покрыла его пятнадцатимесячная защита форта Тлемсен с гарнизоном из пятисот человек в 1836—1837 годах.
Вернувшись во Францию в 1837 году, Кавеньяк написал этюд «De la régence d’Alger», обративший на него большое внимание. В 1839 году, когда возобновились военные действия Абд аль-Кадира против французов, Кавеньяк снова отправился в Африку, где его высоко ценили и Бюжо, и герцог Омальский. В 1840 году был тяжело ранен. По выздоровлении был назначен полковником зуавов. 11 июня 1844 года он ввел практику энфюмад: несколько сотен алжирских повстанцев задохнулись в пещерах, где они скрывались, от дыма и нехватки кислорода. В том же году он принял участие в битве при Айли, где командовал авангардом. Наконец, в 1844 году ему было пожаловано звание кампмаршала. В декабре 1847 года был назначен губернатором провинции Оран вместо Жюшо де Ламорисьера. На этом посту его и застала Февральская революция 1848 года.
Временное правительство назначило его (2 марта 1848 года) дивизионным генералом и алжирским губернатором, а через несколько дней ему был предложен портфель военного министра. Кавеньяк соглашался при условии, что в Париж будут возвращены регулярные войска, выведенные из столицы после революции. Временное правительство не согласилось, и Кавеньяк остался в Алжире.
С образованием учредительного собрания был избран членом его от двух департаментов и 17 мая прибыл в Париж для участия в собрании. Ему снова было предложено военное министерство; он принял его, а исполнительная комиссия, заменившая временное правительство, предоставила ему организовать в Париже армию. В несколько недель Кавеньяк сосредоточил в столице около 30 000 регулярных войск и упорядочил организацию национальной гвардии. Когда 23 июня началось восстание на улицах Парижа, Кавеньяку было вверено главное командование всеми военными силами. На следующий день против восставших двинуты были три колонны войск: северная под начальством Ламорисьера, центральная под командой Бедо и южная под начальством Дамема. В этот же день исполнительная комиссия сложила свои полномочия, и собрание, по предложению Паскаля Дюпра, единогласно и почти без прений вверило Кавеньяку диктаторские полномочия. 26 июня восстание, после кровопролитных боёв, было подавлено.
Победители приступили к самовольным расправам над пленными, число которых доходило до 15 000. Кавеньяк тотчас же принял энергичные меры к прекращению всякого насилия, издав прокламацию, в которой, между прочим, говорил: «В Париже я вижу победителей и побеждённых; да будет вечно проклято имя моё, если я соглашусь видеть в нём жертвы». Ему ставится, однако, в упрёк, что он не устранил выдачу своим солдатам почётных наград, неуместных при междоусобице, и что он не помешал Национальному собранию принять декрет о ссылке повстанцев.
29 июня Кавеньяк сложил свои диктаторские полномочия, после чего собрание единодушно проголосовало за признательность генералу и назначило его председателем совета министров и главой исполнительной власти. В течение нескольких месяцев он продолжал стоять во главе правления, снискав себе доверие со стороны средних классов населения; в низших же классах не получил поддержки из-за подавления июньского восстания. На почве этого недовольства агентам бонапартистов удалось подготовить успех кандидатуры наполеоновского племянника Шарля-Луи Наполеона в президенты республики, который, в силу вновь изданной конституции, подлежал избранию посредством всеобщего голосования. На выборах 10 декабря за Кавеньяка было подано 19 % голосов; будущий Наполеон III получил 74 % и стал президентом республики.
Избранный членом нового законодательного собрания, Кавеньяк нередко выступал на трибуне, оставаясь искренним республиканцем и проявляя твердую оппозицию политике Наполеона. Арестованный в ночь на 2 декабря 1851 года, он был посажен сначала в тюрьму Мазас, а затем в форт Гам. С упрочением наполеоновской диктатуры в январе 1852 года был выпущен на свободу. В марте 1852 года был избран членом законодательного корпуса от Парижа, но не мог занять в нём место, так как отказался дать присягу новому режиму. Он поселился в своём поместье, в департаменте Сарты, и принял активное участие в газете «Siècle».
На общих выборах 1857 года Кавеньяк снова был избран депутатом от Парижа, но опять отказался дать присягу. Вскоре после этого он внезапно скончался. Вдова перевезла тело в Париж для погребения на Монмартрском кладбище, рядом с его братом Годфруа. В похоронах участвовала многочисленная толпа народа; правительство не разрешило произнесение речей на могиле.